# Championnat d'Europe masculin de rink hockey 1947
Navigation
Championnat d'Europe/du monde masculin 1939 Championnat d'Europe/du monde masculin 1948
Le Championnat d'Europe de rink hockey masculin 1947 est simultanément la 13e édition du championnat d'Europe et la 3e édition du championnat du monde de rink hockey, organisée à Lisbonne au Portugal.
L'équipe du Portugal remporte pour la première fois les titres européen et mondial de rink hockey, mettant ainsi fin au règne sans partage de l'équipe d'Angleterre (12 titres européens et 2 titres mondiaux).

## Participants
L'attribution de l'organisation du championnat se fait lors du congrès de la fédération de rink hockey durant la coupe de nation de 1946. Le Portgal est alors retenu pour organiser le championnat d'Europe à Lisbonne en mai 1947. 
Sept équipes prennent part à cette compétition.
- Angleterre
- Belgique
- Espagne
- France
- Italie
- Portugal
- Suisse

## Résultats
Le Portugal remporte l'édition en restant invaincu à la suite de sa victoire sur l'Angleterre par trois buts à aucun. 
| Rang | Équipe     | Pts | J | G | N | P | Bp | Bc | Diff |  | Résultats  |  |     |     |     |     |     |     |
| ---- | ---------- | --- | - | - | - | - | -- | -- | ---- |  | ---------- |  | --- | --- | --- | --- | --- | --- |
| 1    | Portugal   | 12  | 6 | 6 | 0 | 0 | 27 | 8  | +19  |  | Portugal   |  | 7-2 | 2-1 | 3-2 | 3-0 | 7-1 | 5-2 |
| 2    | Belgique   | 7   | 6 | 3 | 1 | 2 | 24 | 14 | +10  |  | Belgique   |  |     | 1-1 | 3-4 | 6-0 | 6-2 | 6-0 |
| 3    | Espagne    | 7   | 6 | 3 | 1 | 2 | 13 | 14 | -1   |  | Espagne    |  |     |     | 4-3 | 2-5 | 3-2 | 2-1 |
| 4    | Italie     | 6   | 6 | 3 | 0 | 3 | 20 | 16 | +4   |  | Italie     |  |     |     |     | 4-3 | 0-1 | 7-2 |
| 5    | Angleterre | 6   | 6 | 3 | 0 | 3 | 16 | 19 | -3   |  | Angleterre |  |     |     |     |     | 3-2 | 5-2 |
| 6    | France     | 4   | 6 | 2 | 0 | 4 | 12 | 22 | -10  |  | France     |  |     |     |     |     |     | 4-3 |
| 7    | Suisse     | 0   | 6 | 0 | 0 | 6 | 10 | 29 | -19  |  | Suisse     |  |     |     |     |     |     |     |